# Hideyuki Ujiie
Hideyuki Ujiie (jap. 氏家 英行, Ujiie Hideyuki; * 23. Februar 1979 in der Präfektur Tokio) ist ein japanischer Fußballtrainer und ehemaliger Fußballspieler.

## Karriere
Ujiie begann seine Profikarriere 1998 beim Erstligisten Yokohama Flügels (heute Yokohama F. Marinos), wechselte ein Jahr später zu Ōmiya Ardija und 2005 zu Thespa Kusatsu. 2006 ging er als Spieler und untergeordneter Trainer zum Verein Tonan SC Gunma und war nach dessen Umbenennung in Tonan Maebashi auch dessen stellvertretender Cheftrainer, wobei der Club während seiner Zeit von der Präfekturliga Gunma in die erste Kantō-Regionalliga aufstieg. Seit 2015 ist er der technische Berater des Teams.
Mit der japanischen Nationalmannschaft qualifizierte er sich für die Junioren-Fußballweltmeisterschaft 1999.

## Erfolge
- Kaiserpokal: 1998